# فيل كولير
فيل كولير (بالإنجليزية: Phil Collier)‏ هو كاتب حول الرياضة وصحفي أمريكي، ولد في 7 ديسمبر 1925، وتوفي في 24 فبراير 2001 بسبب سرطان البروستاتا.